# Tecoma nyassae
Tecoma nyassae là một loài thực vật có hoa trong họ Chùm ớt. Loài này được Oliv. miêu tả khoa học đầu tiên năm 1881.